# غونار يوهانسون
غونار يوهانسون (بالسويدية: Gunnar Johansson)‏ (29 فبراير 1924 السويد - 14 فبراير 2003 آكس أون بروفانس فرنسا) هو لاعب كرة قدم سويدي سابق كان يلعب كمدافع، شارك في كأس العالم لكرة القدم 1950.

## روابط خارجية
- غونار يوهانسون على موقع الاتحاد الدولي (مؤرشف)  (الإنجليزية)
- غونار يوهانسون على موقع اتحاد السويد (السويدية)
- غونار يوهانسون على موقع قاعدة بيانات كرة القدم.إي يو (الإنجليزية)
- غونار يوهانسون على موقع ناشيونال فوتبول تيمز (الإنجليزية)
- غونار يوهانسون على موقع عالم كرة القدم.نت (الإنجليزية)